# Герб Тасмании
Герб Тасмании — один из официальных символов австралийского штата Тасмания, принят в 1917 году. 

## Описание
Официальное описание герба: 
«Quarterly Gules and barry wavy Argent and Azure a Fesse of the second charged with a Ram statant proper between in chief a Garb and a Thunderbolt and in base four Apples and a Branch of Hops all Or; For the Crest on a Wreath Argent and Gules: A Lion statant Gules resting the dexter forepaw on a Spade and a Pick-axe in saltire proper: And for Supporters, on either side A Tasmanian Tiger proper, with the Motto „Ubertas et Fidelitas“». 
Щит четверочастный с серебряным поясом. В первой четверти — в червлёном поле золотой сноп пшеницы, во второй — в серебряном поле два волнообразных синих пояса, поверх которых изображена золотая «молния Зевса» («thunderbolt»), в третьей — также в серебряном поле два волнообразных синих пояса, поверх которых изображены четыре золотых яблока, в четвёртой — в червлёном поле золотая ветвь хмеля, пояс обременён золотым изображением барана. Щит увенчан червлёным стоящим львом, опирающимся правой передней лапой на лопату и кирку и покоящегося на серебряно-червлёном бурелете. Щитодержатели — два тасманийских тигра натуральных цветов, ниже щита лента с девизом «Ubertas et fidelitas» («Богатство и преданность»). 

## Символика
Герб отражает британское наследие штата и основные отрасли его экономической деятельности. Сноп пшеницы, яблоки и хмель символизируют сельское хозяйство, молния — гидроэнергетику, баран — производство шерсти. Лев над щитом восходит к британской геральдике, его передняя лапа опирается на кирку и лопату, символизируя добывающую промышленность штата. Тасманийские тигры (сумчатые волки) были широко распространены на Тасмании в XIX веке, но в настоящее время считаются вымершими. 

## История
Герб штата утверждён королем Георгом V 21 мая 1917 года и официально объявлен 7 марта 1919 года. Также существует знак (бейдж) Тасмании, изображённый на флаге штата и представляющий собой червлёного льва в серебряном поле. Знак был принят одновременно с флагом 29 ноября 1875 года, незначительно изменён 3 декабря 1975 года.
В настоящее время герб Тасмании встречается редко — лишь в официальных правительственных публикациях и на правительственных зданиях. В остальном его заменил новый правительственный логотип — сумчатый волк, выглядывающий из травы.